# Megachile strigata
Megachile strigata är en biart som beskrevs av Joseph Vachal 1904. Megachile strigata ingår i släktet tapetserarbin, och familjen buksamlarbin. Inga underarter finns listade i Catalogue of Life.